# Umatac Bay
Umatac Bay är en vik i Guam (USA).   Den ligger i kommunen Umatac, i den sydvästra delen av Guam, 22 km söder om huvudstaden Hagåtña.